# Пьонки
Пьо̀нки (на полски: Pionki, Zagożdżon – до 1932 г.) е град в Източна Полша, Мазовско войводство, Радомски окръг. Административен център е на селската Пьонска община, без да е част от нея. Самият град е обособен в самостоятелна градска община с площ 18,40 км2. Към 2012 година населението му възлиза на 19 702 души.